# DGCA
DGCA는 쓰루타 신이치(鶴田 真一)가 개발한 프리웨어 압축 유틸리티이다. GCA의 다음 세대 버전이다.